# Pomona (Kalifornien)
Pomona ist eine Stadt (Typ: city) im Los Angeles County im US-Bundesstaat Kalifornien, Vereinigte Staaten. Das U.S. Census Bureau hat bei der Volkszählung 2020 eine Einwohnerzahl von 151.713 ermittelt.

## Geschichte
Die Stadt trägt den Namen der römischen Obstgöttin Pomona, was auf die besondere Rolle der Region für den Anbau von Zitrusfrüchten und Wein in der Siedlung schon lange vor der formalen Gründung einer eigenständigen Stadt im Jahr 1888 beruht. Die Siedlung entstand aus einem Land grant der spanischen Kolonialverwaltung von 1837, nachdem das Tal seit dem 18. Jahrhundert von einem spanischen Rancher genutzt wurde.
Im frühen 19. Jahrhundert wurden Tal und Siedlung zum Zentrum des Anbaus von Zitrusfrüchten für Süd-Kalifornien, so wie Oroville mit dem Mutterorangenbaum das Zentrum für Nord-Kalifornien wurde. Mit der Eisenbahn in den 1870er Jahren nahm der Obstanbau einen weiteren Aufschwung und der Weinbau kam hinzu. Die Industrie verwendete bereits den Namen Pomona für Früchte aus der Region, so dass der Name auch für die Siedlung verwendet wurde, als sie 1888 als selbständige Gebietskörperschaft eingetragen wurde. Seit 1911 hat sie den formalen Status einer city.
Mit dem Aufstieg von Los Angeles seit den 1930er Jahren und verstärkt nach dem Zweiten Weltkrieg verstädterte Pomona und die ehemals landwirtschaftlichen Flächen wurden mit großflächigen Siedlungen bebaut. Es ist heute eine der größten Vorstädte mit rund 150.000 Einwohnern.

## Demographie
Laut der Volkszählung 2010 verteilten sich die 149.058 Einwohner auf 38.477 Haushalte. Die Bevölkerungsdichte lag bei 2517,9 Einw./km². 48 % bezeichneten sich als Weiße, 7,3 % als Afroamerikaner, 1,2 % als Indianer, 8,5 % als Asian Americans, 30,3 % gaben die Angehörigkeit zu einer anderen Ethnie und 4,5 % zu mehreren Ethnien an. 70,5 % der Bevölkerung bestand aus Hispanics oder Latinos.
Im Jahr 2010 lebten in 51,2 % aller Haushalte Kinder unter 18 Jahren sowie in 21,6 % aller Haushalte Personen mit, die älter als 65 Jahre waren. 78,6 % der Haushalte waren Familienhaushalte (bestehend aus verheirateten Paaren mit oder ohne Nachkommen bzw. einem Elternteil mit Nachkomme). Die durchschnittliche Größe eines Haushalts lag bei 3,77 Personen und die durchschnittliche Familiengröße bei 4,15 Personen.
33,1 % der Bevölkerung waren jünger als 20 Jahre, 31,4 % waren 20 bis 39 Jahre alt, 24,2 % waren 40 bis 59 Jahre alt und 11,2 % waren mindestens 60 Jahre alt. Das mittlere Alter betrug 29,5 Jahre. 50 % der Bevölkerung waren männlich und 50 % weiblich.
Das durchschnittliche Jahreseinkommen lag bei 53.281 $, dabei lebten 20,7 % der Bevölkerung unter der Armutsgrenze.

## Bildung
In der Stadt befindet sich die California State Polytechnic University, Pomona.

## Galerie

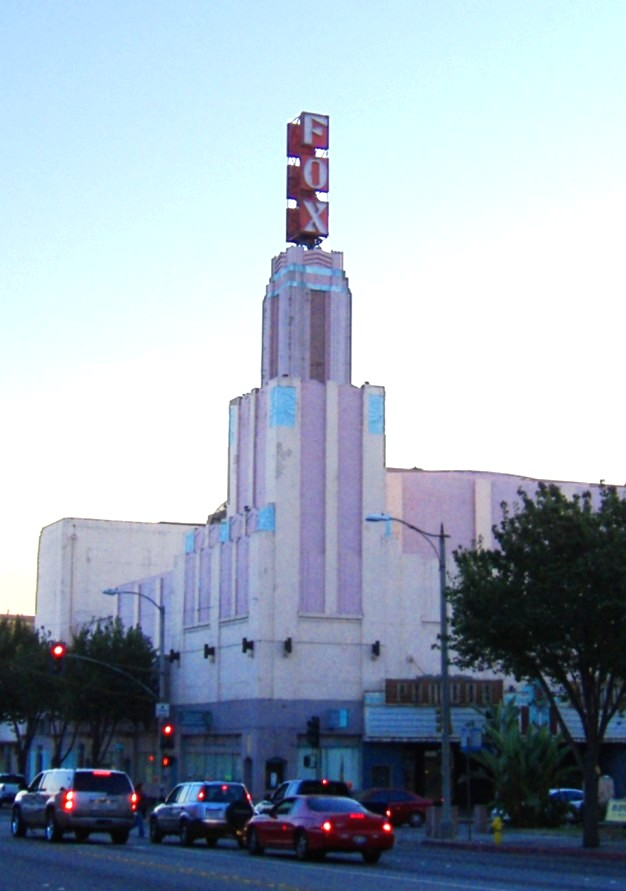
Pomona Fox Theater
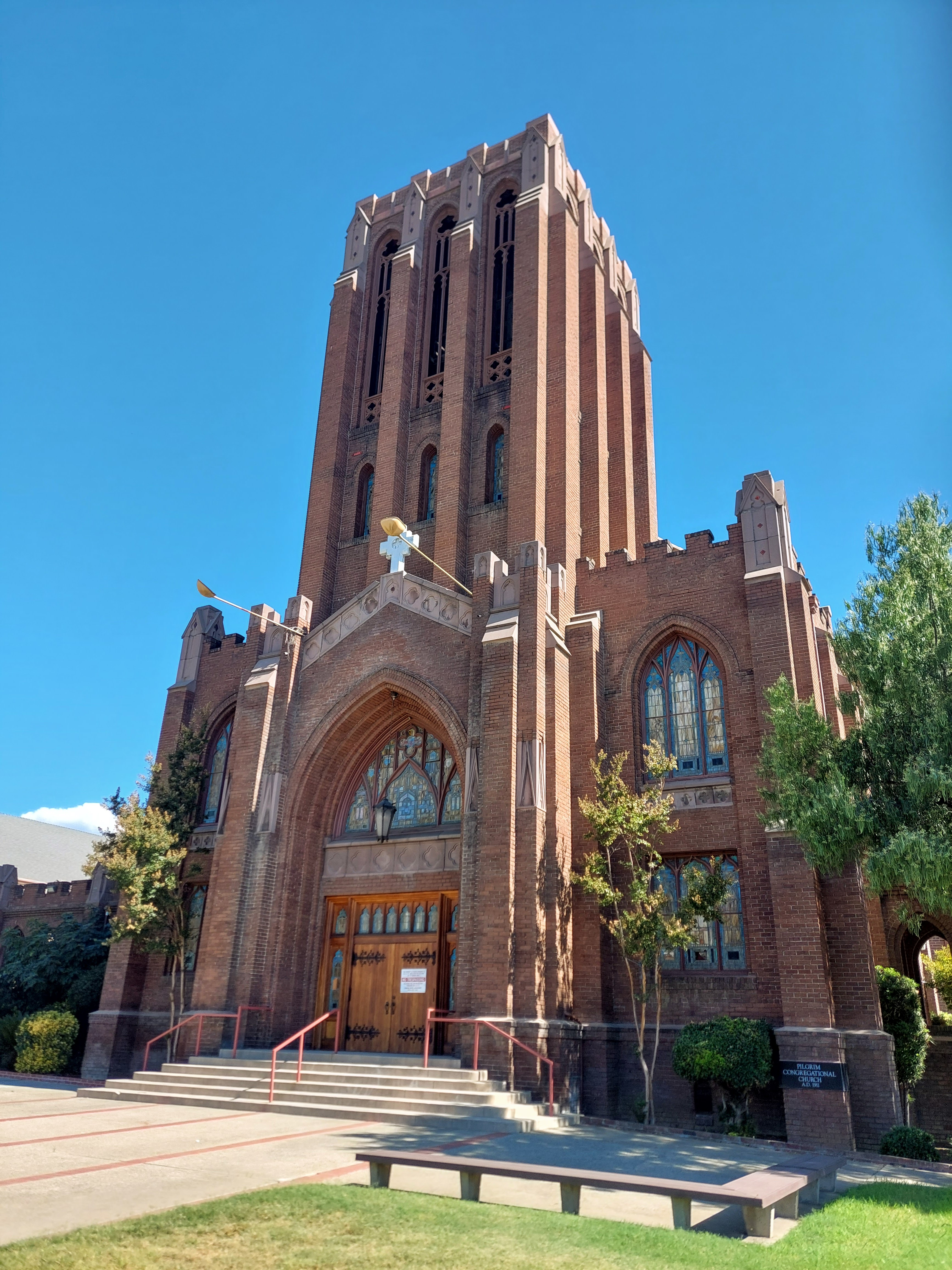
Pilgrim Congregational Church Pomona
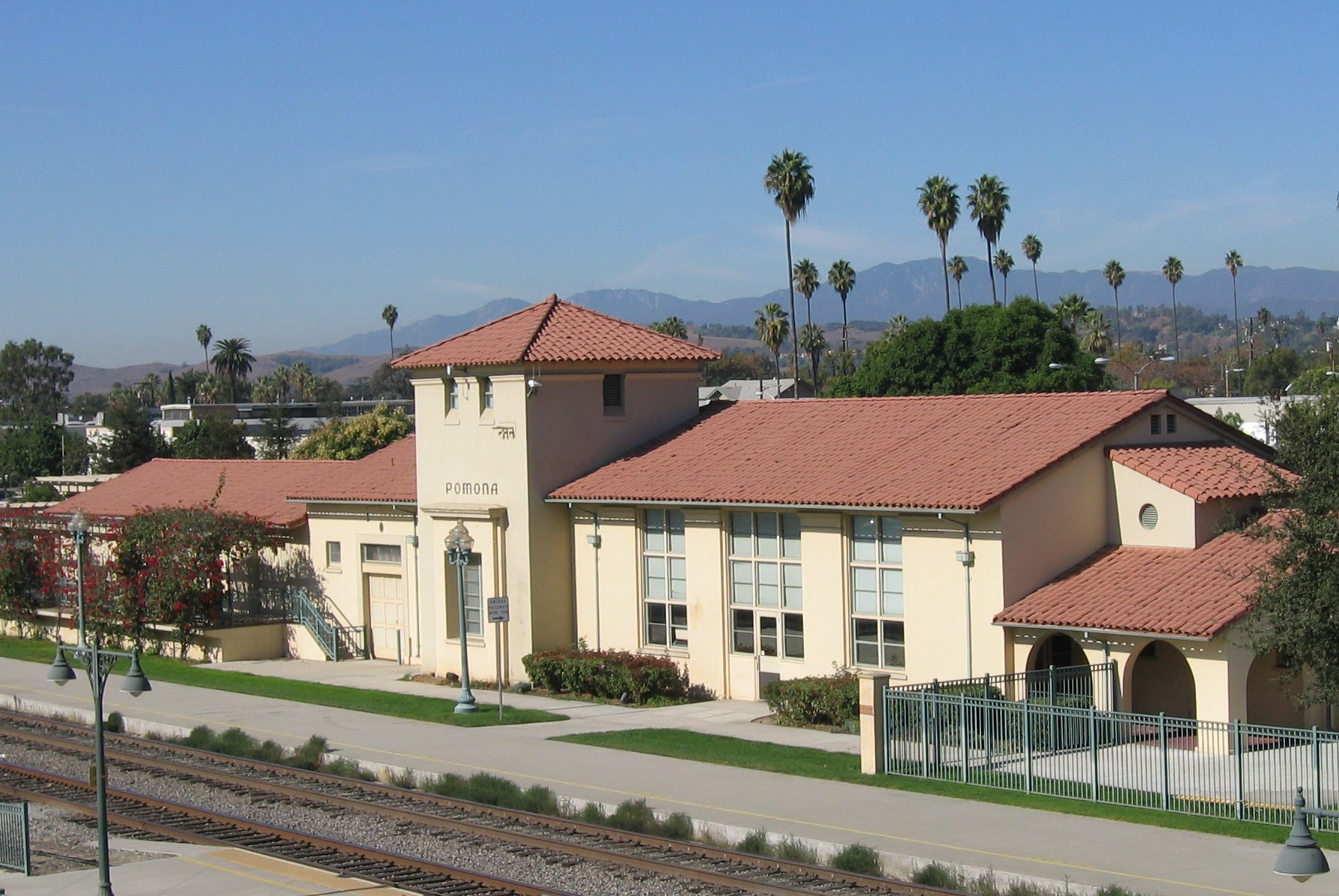
Bahnhof Pamona

## Söhne und Töchter der Stadt
- Jessica Alba (* 1981), Schauspielerin
- Jeanne Black (1937–2014), Country-Sängerin
- Robert Blanche (1962–2020), Schauspieler, Filmschaffender und Synchronsprecher
- David Lei Brandt (* 1986), Sänger, Tänzer und Schauspieler, Mitglied der Boybands Varsity Fanclub und Team 5ünf
- Gabriel P. Disosway (1910–2001), General der United States Air Force
- Andy Evans (* 1951), Unternehmer und Autorennfahrer
- Todd Field (* 1964), Schauspieler, Filmregisseur und Drehbuchautor
- Victor J. Glover (* 1976), Astronaut
- Jerry Green (* 1980), Basketballspieler
- Jill Kelly (* 1971), Schauspielerin, Pornodarstellerin, -regisseurin und -produzentin
- Loren Leman (* 1950), Politiker, Vizegouverneur von Alaska
- Joshua Mance (* 1992), Sprinter
- Mark McGwire (* 1963), Baseballspieler
- Malcolm McKenna (1930–2008), Wirbeltier-Paläontologe
- Jessica Miclat (* 1998), philippinische Fußballspielerin
- Chris Miller (* 1965), American-Football-Spieler
- Mr. Marcus (* 1970), Pornodarsteller
- Kem Nunn (* 1948), Romancier, Surfer, Journalist und Drehbuchautor
- Ryan O’Donohue (* 1984), Schauspieler und Synchronsprecher
- J.T. Orr (* 1973), Basketballschiedsrichter
- Kenneth Sanborn Pitzer (1914–1997), theoretischer Chemiker
- Richard Post (1918–2015), Physiker
- Scott Reeder (* 1965), Rockmusiker
- Carol Rodríguez (* 1985), puerto-ricanische Sprinterin
- Richard Sandoval (1960–2024), Boxer
- Bob Seagren (* 1946), Olympiasieger und ehemaliger Weltrekordhalter im Stabhochsprung
- Millard Sheets (1907–1989), Maler, Grafiker, Mosaizist, Architekt, Designer und Kunstpädagoge
- Lauri Siering (* 1957), Schwimmerin
- Keith Smith (* 1992), American-Football-Spieler
- Nell Soto (1926–2009), Politikerin
- Celeste Star (* 1985), Pornodarstellerin und Model
- James Tarjan (* 1952), Schachspieler
- Robert Tarjan (* 1948), Informatiker, Professor an der Princeton University
- Pat Toomay (* 1948), American-Football-Spieler und Schriftsteller
- Linda Trueb (* 1942), Herpetologin
- Tom Waits (* 1949), Sänger, Songschreiber und Schauspieler
- Delanie Walker (* 1984), American-Football-Spieler
- Stanton Wheeler (1930–2007), Soziologe
- Rozz Williams (1963–1998), Sänger, Songschreiber und Künstler
- Trevor Wright (* 1980), Schauspieler